# Карасай (Енбекшиказахский район)
Карасай (каз. Қарасай) — село в Енбекшиказахском районе Алматинской области Казахстана. Входит в состав Болекского сельского округа. Код КАТО — 194041300.

## Население
В 1999 году население села составляло 1557 человек (757 мужчин и 800 женщин). По данным переписи 2009 года, в селе проживали 1972 человека (951 мужчина и 1021 женщина).